# Ашина Дучжи хан
Ашина Дучжи хан  (тронное имя кит. трад. 走其可汗, пиньинь zoujikehan, палл. Цзоуцзикэхань, личное имя кит. трад. 阿史那施於北庭, пиньинь ashinashiyubeiting, палл. Ашина Шиюйбэйтин) — каган Западно-тюркского каганата с 676 года по 679 год.

## Биография
После казни Ашина Мише-шада раздробленность каганата стала необратимой. В 671 Ашину Дучжи назначили командующим фуяньского губернаторства, то есть поручили успокоить враждующие племена. В 676 Дучжи собрал достаточно сил и провозгласил себя ханом 10 аймаков (дулу и нушиби), то есть каганом.
В 676 году Дучжи заключил союз с Тибетом (с царём Мансон Мацэном, тиб.: མང་སྲོང་མང་བཙནили с Дуйсон Манпочжэ, тиб.: འདུས་སྲོང་མང་པོ་རྗེ) против Китая. Тюрки напали на Куча. Пэй Синцзяню было приказано разбить кагана, но Синцзянь решил действовать хитростью. Синцзянь объявил, что сопровождает персидского царевича на родину и остановился в Турфане. Он разослал приглашения местным князьям. Дучжи( Дюджи) заинтересовался и без предосторожности приехал к Синцзяню. Он арестовал кагана, его союзников князей и тюркского хана Личжефу и отправил их в Чанъань.